# Jacob Gordin
Jacob Michailovitch Gordin (1 de mayo de 1853 - 11 de junio de 1909) fue un dramaturgo estadounidense nacido en Rusia activo en los primeros años del teatro yiddish Es conocido por introducir el realismo y el naturalismo en el teatro yiddish.
La Cambridge History of English and American Literature lo caracteriza como "el reformador reconocido de la etapa yiddish". En el momento de su ascenso, el teatro yiddish profesional todavía estaba dominado por el espíritu de las primeras obras (1886-1888) de su fundador, Abraham Goldfaden, a menudo espectáculos más que dramas. Las obras posteriores de Goldfaden fueron generalmente operetas sobre temas más serios, quizás edificantes, pero no naturalistas. Nuevamente citando la Historia de Cambridge, después de su llegada en 1892 a la ciudad de Nueva York., "Gordin tomó el drama yiddish en Estados Unidos del reino de lo absurdo y le puso un alma viviente", elevándolo al nivel de "melodrama realista".